# Прапор Магерова
Пра́пор Магерова — офіційний символ селища Магерів Львівської області. Затверджений 17 липня 2007 року рішенням сесії Магерівської селищної ради.
Автор — А. Гречило.

## Опис прапора
Квадратне полотнище, на жовтому квадратному полі (кути якого знаходяться посередині сторін прапора) стоїть чорний ведмідь із червоними очима, в усіх кутах на зеленому тлі по жовтому жолудю з двома листочками дуба. 

## Зміст
У символах селища частково збережено мотив герба Равич, який фігурував на давніших печатках Магерова, але з новим значенням і незначними доповненнями. Ведмідь і жолуді в золотому полі означають містечко, яке виникло на піщаних ґрунтах серед густих лісів як укріплений пункт на шляху ворожих нападів.